# Johnny Appleseed
Pour les articles homonymes, voir Chapman, Appleseed (homonymie) et Johnny Appleseed (Disney).
John Chapman (26 septembre 1774 – 18 février 1845), plus connu sous le nom de Johnny Appleseed (« Johnny pépin-de-pomme »), est un botaniste et pépiniériste américain.

## Biographie
Né John Chapman le 26 septembre 1774 à Leominster dans le Massachusetts, pionnier et missionnaire, il a hérité de son surnom – Appleseed – car il a introduit et planté de nombreux pommiers dans de vastes régions de l'Ohio, de l'Indiana et de l'Illinois.
Il est mort le 18 février 1845 à Fort Wayne, en Indiana, d'une pneumonie. Sa tombe est située sur une colline dans le Johnny Appleseed Park (en) à Fort Wayne, en Indiana.
Il est devenu une légende de son vivant et a été souvent évoqué dans l'art et la littérature. Il est considéré comme un des premiers écologistes. Il fut un lecteur assidu de Swedenborg.
Un court métrage, Johnny Pépin-de-Pomme (1948),  réalisé par Walt Disney Pictures et inclus dans le long métrage Mélodie Cocktail, s'inspire de sa vie. C'est également un des personnages du roman de Neil Gaiman American Gods. Pour le cinquantenaire de Captain America, en mars 1991, paraît chez Marvel Comics, dans une aventure intitulée Au rang des légendes écrite par Mark Gruenwald et dessinée par Ron Lim, Captain America arrive dans un monde parallèle où il croise toutes les héros américains dont Johnny Appleseed. Dans l'épisode 21 de la saison 12 des Simpson "Histoires de clochard", Lisa prend les traits de Connie Appleseed, version féminine de Johnny Appleseed dans l'Amérique du XIXe siècle où plutôt que de manger de la viande de bison dont elle trouve la chasse barbare, elle préfère consommer des pommes en dispersant sur son chemins des milliers de pépins.